# Birtukan Adamu
Birtukan Adamu Ali (* 29. April 1992) ist eine äthiopische Hindernisläuferin.

## Sportliche Laufbahn
Erste internationale Erfahrungen sammelte Birtukan Adamu 2010 bei den Juniorenweltmeisterschaften in Moncton, bei denen sie in 9:43,23 min die Silbermedaille gewann. Im Jahr darauf siegte sie bei den Juniorenafrikameisterschaften in Gaborone in 9:53,80 min und qualifizierte sich auch für die Weltmeisterschaften in Daegu, bei denen sie in 10:05,10 min den zehnten Platz belegte. Anschließend gewann sie bei den Afrikaspielen in Maputo in 10:02,22 min die Bronzemedaille hinter der Kenianerin Hyvin Kiyeng und ihrer Landsfrau Hiwot Ayalew. 2012 gewann sie bei den Afrikameisterschaften in Porto-Novo in 9:45,41 min die Silbermedaille hinter der Kenianerin Mercy Wanjiku Njoroge. Vier Jahre später wurde sie bei den Afrikameisterschaften 2016 in Durban in 9:50,52 min Fünfte und 2019 belegte sie bei den Afrikaspielen in Rabat in 9:44,86 min den vierten Platz.
2010, 2017 und 2019 wurde Adamu äthiopische Meisterin im Hindernislauf.

## Persönliche Bestzeiten
- 3000 m Hindernis: 9:20,37 min, 26. Mai 2011 in Rom